# 卡维尼
卡维尼（法語：Cavigny，法語發音：[kaviɲi]）是法国芒什省的一个市镇，属于圣洛区。

## 地理
卡维尼（49°11'36"N, 1°6'35"W）面积6.78 平方千米，位于法国诺曼底大区芒什省，该省份为法国西北部沿海省份，西、北、东北三面环大西洋，东起顺时针与卡爾瓦多斯省、奧恩省、马耶讷省和伊勒-维莱讷省接壤。
与卡维尼接壤的市镇（或旧市镇、城区）包括：圣弗罗蒙、艾雷勒、勒代泽尔、拉莫夫、蓬埃贝尔。

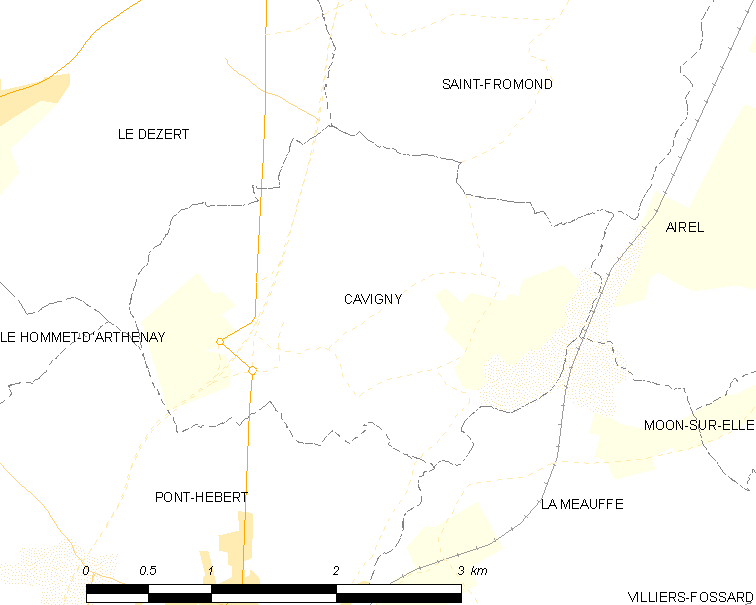
卡维尼的OSM定位图

卡维尼的时区为UTC+01:00、UTC+02:00（夏令时）。

## 行政
卡维尼的邮政编码为50620，INSEE市镇编码为50106。

## 政治
卡维尼所属的省级选区为蓬埃贝尔县。

## 人口

1962-2008年间卡维尼人口变化图示

卡维尼于2022年1月1日时的人口数量为268人。